# Сейшу-де-Маньозеш
Сейшу-де-Маньозеш (порт. Seixo de Manhoses; МФА: [ˈsɐj.ʃu dɨ mɐ.ˈɲo.zɨʃ]) — парафія в Португалії, у муніципалітеті Віла-Флор. Розташована в північно-східній частині країни, на теренах історичної португальської провінції Трансмонтана. Входить до складу округу Браганса. За адміністративним поділом, чинним до 1976 року, терени парафії були складовою провінції Трансмонтана і Верхнє Дору. Належить до Брагансько-Мірандської діоцезії Католицької церкви. Патрон — свята Барбара. Площа — 9,0317 км². Населення — 469 ос. (2011). Слабо урбанізований регіон. Густота населення — 51,93 осіб/км²
. Код — 041013.

## Населення
| Кількість мешканців | Кількість мешканців | Кількість мешканців | Кількість мешканців | Кількість мешканців | Кількість мешканців | Кількість мешканців | Кількість мешканців | Кількість мешканців | Кількість мешканців | Кількість мешканців | Кількість мешканців | Кількість мешканців | Кількість мешканців | Кількість мешканців |
| ------------------- | ------------------- | ------------------- | ------------------- | ------------------- | ------------------- | ------------------- | ------------------- | ------------------- | ------------------- | ------------------- | ------------------- | ------------------- | ------------------- | ------------------- |
| 1864                | 1878                | 1890                | 1900                | 1911                | 1920                | 1930                | 1940                | 1950                | 1960                | 1970                | 1981                | 1991                | 2001                | 2011                |
| 342                 | 429                 | 411                 | 460                 | 504                 | 435                 | 440                 | 567                 | 640                 | 590                 | 606                 | 632                 | 584                 | 501                 | 469                 |